# Quasqueton
Quasqueton é uma cidade localizada no estado americano de Iowa, no Condado de Buchanan.

## Demografia
Segundo o censo americano de 2000, a sua população era de 574 habitantes.
Em 2006, foi estimada uma população de 484, um decréscimo de 90 (-15.7%).

## Geografia
De acordo com o United States Census Bureau tem uma área de
3,1 km², dos quais 3,0 km² cobertos por terra e 0,1 km² cobertos por água. Quasqueton localiza-se a aproximadamente 309 m acima do nível do mar.

## Localidades na vizinhança
O diagrama seguinte representa as localidades num raio de 20 km ao redor de Quasqueton.